# Aéroport d'Alice Springs
L'aéroport d'Alice Springs (code IATA : ASP • code OACI : YBAS), Territoire du Nord, Australie, possède deux pistes, une piste de 3 500 m et une autre de 1 400 m. L'aéroport est situé à environ 14 km du centre-ville d'Alice Springs. Il borde la Stuart Highway.

## Situation
| Alice Springs Sydney Melbourne Brisbane Perth Adélaïde Darwin Gold Coast Cairns Hobart Canberra Townsville Launceston Newcastle Mackay Sunshine Coast Port Hedland Ayers Rock-Uluru |

## Statistiques
Pour des raisons techniques, il est temporairement impossible d'afficher le graphique qui aurait dû être présenté ici.

Voir la requête brute et les sources sur Wikidata.

## Compagnies et destinations
| Compagnies                         | Destinations                                     |
| ---------------------------------- | ------------------------------------------------ |
| Airnorth                           | Darwin, Katherine, Tennant Creek                 |
| Alliance Airlines                  | Charter : Brisbane, The Granites (en)            |
| Qantas                             | Adélaïde, Melbourne-Tullamarine, Sydney-K. Smith |
| QantasLink                         | Ayers Rock, Brisbane, Darwin, Perth              |
| Virgin Australia                   | Adélaïde, Brisbane, Darwin                       |
| Virgin Australia Regional Airlines | Adélaïde, Darwin                                 |

Édité le 14/04/2019

## Historique
Le 5 janvier 1977, un ancien employé de Connellan Airways (en) (futur Connair), écrase volontairement un Beechcraft Baron sur le complexe Connair (voir Catastrophe aérienne de Connellan (en)).